# Windows 8.1
Windows 8.1 je nadgranja operacijskega sistema Windows 8 podjetja Microsoft, ki je za večino uporabnikov izšla 17. oktobra 2013. Za imetnike licenc Windows 8 in Windows RT je bila nadgradnja preko Trgovine Windows brezplačna.
Pomembnejše novosti:
- izboljšan začetni zaslon
- vrnjen gumb start v opravilno vrstico
- možnost izklopa začetnega zaslona
- podpora za nekatere prihajajoče tehnologije, kot je 3D-tiskanje